# Berdura excisula
Berdura excisula är en skalbaggsart som beskrevs av Edmund Reitter 1883. Berdura excisula ingår i släktet Berdura och familjen kortvingar. Inga underarter finns listade i Catalogue of Life.